# Маланюк Олекса Олексійович
Оле́кса Олексі́йович Маланю́к (15 лютого 1919, Микитинці — 17 листопада 1943, Станиславів) — український педагог, політичний і громадсько-культурний діяч Станиславівщини, член ОУН.

## Біографія
Народився 1919 року в сім’ї січового стрільця Олекси Івановича і домогосподарки Меланії Дмитрівни Маланюків. Здобував освіту в школі ім. М. Шашкевича, при «Рідній школі» у Станиславові. Пізніше закінчив курси дяків, після яких прислужував у церкві. Був активним учасником хорового, драматичного й самоосвітнього гуртків, що діяли при читальні «Просвіта». У 1934-му році також долучився до діяльності товариства «Сокіл». Після закінчення диригентських курсів Олекса Маланюк очолював хоровий і танцювальний гуртки, займався організацією роботи церковного хору. Отриманий хліборобський вишкіл допомагав при керівництві аграрним гуртком.
У другій половині 1930-х років вступив в ОУН, виступав з рефератами перед молоддю рідного села Микитинці, брав участь у відзначенні всіх національних святах.
В 1940 році Олексу Маланюка мобілізували до лав радянської армії і після початку війни з Німеччиною відправили на фронт. У одному з боїв він потрапив в полон, звідки був етапований до німецького концтабору. Лише завдячуючи втручанню митрополита Андрея Шептицького, разом з деякими іншими галичанами був звільнений з неволі.
Повернувшись додому, Олекса Маланюк якийсь час працював секретарем волосної управи в Угорниках. Закінчивши 1942 року учительські курси в Самборі, отримав роботу за спеціальністю в Старому Лисці. У цей час на громадських засадах одночасно керував хоровими колективами, як там, так і в Микитинцях.
14 листопада 1943-го року Олекса Маланюк, як і кілька сотень інших шанувальників українського драматичного мистецтва, вирішив відвідати Станиславівський театр і переглянути виставу-оперету Ярослава Барнича «Шаріка». Посеред театрального дійства в залу зненацька увірвалися гестапівці та влаштували там масовий обшук. У результаті облави за підозрами у зв’язках з Організацією Українських Націоналістів було затримано більше сотні присутніх в театрі осіб. В ході швидкоплинної судової розправи 27 з них отримали страшний вирок – смертну кару. 17 листопада 1943 року засуджених українців було показово розстріляно фашистами посеред міста неподалік театру. Серед жертв кривавого злодіяння гітлерівців опинився і 24-річний Олекса Маланюк.

## Вшанування пам’яті

Пам'ятник на вул. Страчених націоналістів в Івано-Франківську

У липні 1990-го рішенням виконавчої влади міста Івано-Франківська вулиці, на якій 17 листопада 1943 року сталася одна з найтрагічніших подій в новітній історії міста і загинуло майже три десятка українських патріотів та членів ОУН, було присвоєно назву «Страчених». Пізніше ця назва трансформувалася в «Страчених націоналістів».
За якийсь час, на Покрову 14 жовтня 2003 року, на згаданій вулиці урочисто відкрили пам’ятник страченим українським націоналістам авторства В. Довбенюка. Біля підніжжя скульптури викарбовано імена жертв того листопадового морду 1943 року, серед яких і прізвище Олекси Маланюка.